# Agninshalah Collins
Agninshalah Collins (nacido el 9 de marzo de 1980) es una política estadounidense afiliado al Partido Republicano. Collins fue la candidata republicana en las elecciones de 2023 para la Junta de Comisionados del Condado de Bergen, donde fue derrotada por los senadores demócratas Joan Voss y Rafael Marte.

## Posiciones políticas
En 2015, Collins dijo que quería que el trabajo de su vida impactara "la pobreza, encarcelación en masa, la brecha salarial de género, el salario digno, (...) vivienda asequible, la sostenibilidad y la educación".
Collins lo sostiene Donald Trump y fue un partidario "apasionado" de Bernie Sanders en las elecciones presidenciales de Estados Unidos de 2016.

## Vida personal
Es autora y anteriormente fue escritor para NYCityBlack.com. 
Collins vive en Nueva Jersey.
Collins tiene 7 hermanos y 1 hermana.
Ella es madre soltera y una empresaria.